# Patrick Linstead
Sir Reginald Patrick Linstead (*  28. August 1902 in London; † 22. September 1966 ebenda) war ein englischer Chemiker.

## Leben
Linstead studierte ab 1920 Chemie am Imperial College London, an dem er 1926 bei George Armand Robert Kon promoviert wurde und danach Assistent war. 1928 bis 1929 war er Mitarbeiter der Anglo-Persian Oil Company und dann wieder am Imperial College. 1930 erhielt er einen D.Sc. der University of London. 1938 wurde er Professor für Chemie an der University of Sheffield und 1939 Professor für organische Chemie an der Harvard University. 1942 war er wieder in England als stellvertretender Forschungsdirektor am Ministry of Supply und forschte über Explosivstoffe und Metalle. 1945 wurde er Direktor des Chemical Research Laboratory in Teddington. 1949 wurde er Professor für organische Chemie am Imperial College London, dessen Rektor er wurde.
Linstead war ein Pionier der Erforschung der Phthalocyanin-Farbstoffe. Ausgangspunkt war eine Charge aus der Phthalimid-Produktion eines ICI-Werks in Schottland, in der sich bei Kontakt mit Eisen eine dunkelblaue Substanz gebildet hatte, die dem Imperial College zur Untersuchung übergeben wurde. Linstead konnte das im Labor nachvollziehen und vermutete eine dem Porphyrin ähnliche Struktur (1933), was durch Röntgenstrukturuntersuchungen bestätigt wurde.
1954 wandte er sich Chlorophyll zu und konnte die Strukturaufklärung von Hans Fischer ergänzen.
Er war ab 1940 Fellow der Royal Society und Kommandeur des Order of the British Empire (CBE). 1959 wurde er als Knight Bachelor geadelt. Ihm zu Ehren wurde die Linstead Hall am Imperial College benannt.

## Schriften
- mit Jocelyn Field Thorp, J. C. Cain: The Synthetic Dyestuffs and the intermediate products from which they are derived, London: Griffin, 1933